# Nation ethnique
La nation ethnique est rattachée à la terminologie québécoise qui prend soin de la distinguer de la nation civique, en lien avec la nation canadienne et ses relations avec le Québec[source insuffisante], le terme étant maintenant appliqué à d'autres situations, comme la Macédoine du Nord. Johann Gottfried von Herder propose une définition de la nation fondée sur le sol et une langue commune, et Johann Gottlieb Fichte, dans ses Discours à la nation allemande (1807), insiste sur l’idée de peuple et l’importance de la langue. Elle se base sur le langage, la culture, les traditions, bref sur l’ethnicité attribuée à un groupe d’individus.
Le concept de nation ethnique est une conception souvent rattachée à François Fontan. Pour lui, la langue indigène est un indice synthétique de l'existence d'une nation. La nation serait l'ensemble des personnes parlant ou ayant parlé une même langue, c'est-à-dire entre lesquels existe l'intercompréhension provenant de similitudes phonologiques, grammaticales et lexicales, comme le serbo-croate ou les langues tchécoslovaques,. La nation ethnique s'oppose donc à la nation civique, qui ne repose sur aucune base scientifique, et se contente d'enregistrer et de valoriser les résultats de rapports de force momentanés, c'est-à-dire identifie la nation à l'État.
La distinction entre nation ethnique et nation civique est proposée par la chercheuse latino-américaine Mónica Quijada, elle rappelle que, dans la considération de la nation ethnique, le sentiment national est antérieur au sentiment d'État-Nation. Au contraire, dans la conception de la nation civique, l'individu est perçu comme un membre individuel de la nation.
L'aspect naturel de l'ethnicité au sein d'une nation est contesté par certains car une ethnie serait aussi vue comme une construction (en dehors du fait que la définition de cette notion est floue), en particulier au sein d'une nation[pas clair]. Pour William McNeill, les nations sont pluriethniques.